# Lysvattnet
Lysvattnet är en sjö i Årjängs kommun i Värmland och ingår i Göta älvs huvudavrinningsområde. Sjön är 13 meter djup, har en yta på 0,139 kvadratkilometer och befinner sig 191 meter över havet.

## Delavrinningsområde
Lysvattnet ingår i det delavrinningsområde (659977-127806) som SMHI kallar för Rinner till Utloppet av Stora Le/Foxen. Medelhöjden är 144 meter över havet och ytan är 35,39 kvadratkilometer. Det finns inga avrinningsområden uppströms utan avrinningsområdet är högsta punkten. Upperudsälven som avvattnar avrinningsområdet har biflödesordning 2, vilket innebär att vattnet flödar genom totalt 2 vattendrag innan det når havet efter 238 kilometer. Avrinningsområdet består mestadels av skog (62 procent). Avrinningsområdet har 141,99 kvadratkilometer vattenytor vilket ger det en sjöprocent på 27,5 procent.